# Ageratina glechonophylla
Ageratina glechonophylla (wallmi wallmi) es un arbusto de los andes de América del Sur y se encuentra en los siguientes países Perú, Bolivia, Chile y Ecuador.

## Descripción
Ageratina glechonophylla tiene un tamaño aproximadamente de 1.50 m, buen olor aromático, arbusto perenne, globoso y denso. Hojas opuestas, de márgenes dentados, ovaladas o cordiformes, con tres nervios y de color verde claro. Las flores son de color blanco; florece desde fines de invierno hasta el verano. Los frutos son aquenios con vilanos blanco-rosados y maduran en verano.

## Hábitat
Este arbusto se presenta en lugares de elevación media (hasta el límite del bosque) y elevación baja, en valles del interior en Chile.
Condiciones de agua:
Áreas con constantes precipitaciones. períodos secos cortos son posibles, pero no duran más de 1 mes.
Secano, donde el período sin precipitaciones dura 3 - 5 meses. Las precipitaciones alcanzan 400 - 800 mm anuales, concentrándose en invierno.
Condiciones de luz:
Algo de sombra. Algo de protección contra el sol por vegetación poco espesa, rocas, etc. que filtran aprox. 20 - 40 % de la luz.

## Distribución
En Perú, se encuentran en las regiones de Áncash, Cusco y Puno. En Chile, se encuentran en las regiones Coquimbo y Valparaíso. En Bolivia, se encuentran en las regiones de Chuquisaca y Santa Cruz (valle grande). En Ecuador, se encuentra en la región de Bolívar (guaranda).

## Taxonomía
Ageratina glechonophylla fue descrita por Robert Merrill King y Harold Ernest Robinson en la publicación de Phytologia 19: 214 en 1970.
Etimología
Ageratina:  nombre genérico que deriva de la palabra griega: ageratos o ageraton que significa "que no envejece", en alusión a las flores que conservan su color por mucho tiempo.

## Nombres comunes
- En Perú, se le conoce como wallmi wallmi.[4]
- En Chile, se le conoce con el nombre de barba vieja.[2]